# Nanolpium smithersi
Nanolpium smithersi är en spindeldjursart som beskrevs av Beier 1964. Nanolpium smithersi ingår i släktet Nanolpium och familjen Olpiidae. Inga underarter finns listade i Catalogue of Life.